# محوطه دولمن‌های آنتکورا
محوطه دولمن‌های آنتکورا یک مجموعه میراث فرهنگی است که شامل سه بنای فرهنگی (دولمن منگا، دولمن ویرا و تولوس الرومرال) و دو ویژگی طبیعی کوهستانی (پنا د لس انامورادوس و تورکال) در داخل و نزدیک شهر اتوکرا در اندلس، اسپانیا است. نهادی فرهنگی که مسئول حفاظت آن است مجموعه باستان‌شناسی دولمن‌های آنتکورا است. محوطه دولمن‌های آنتکورا در سال ۲۰۱۶ به عنوان سایت میراث جهانی اعلام شد.